# La cassa sbagliata
La cassa sbagliata (The Wrong Box) è un film del 1966 diretto da Bryan Forbes.
Pellicola girata in Inghilterra e tratta da un romanzo omonimo di Robert Louis Stevenson. Si tratta di una commedia nera inglese improntata al tipico humor d'oltremanica dove si fondono sarcasmo, comicità e in minima parte erotismo e thriller. Ambientato in epoca vittoriana, alcune scene sono girate nella elegante città di Bath.

## Prefazione
Robert Louis Stevenson prende spunto per questo racconto da una particolare procedura bancaria detta tontina inventata dal banchiere napoletano Lorenzo de Tonti, facendone una intricata commedia nera.

## Trama
In un collegio inglese, il direttore sta spiegando ai 20 alunni di una classe che ciascuno dei loro genitori ha versato 1000 sterline d'oro per una particolare forma di polizza sulla vita, denominata tontina, e che l'ultimo sopravvissuto tra essi si prenderà l'intero ammontare della polizza più gli interessi.
Durante gli anni le morti si susseguono implacabili e nei modi più incredibili: muoiono in 17. Due dei tre rimasti sono fratelli: Joseph Finsbury, assistito dai due nipoti Morris e John Fisbury, fannulloni e donnaioli che non aspettano altro che mettere le mani sulla tontina, e dalla dolcissima nipote Julia Finsbury; mentre Masterman Finsbury è assistito oltre che da un maggiordomo decrepito e non pagato da cinque anni, anche dal nipote Michael Finsbury, medico, sognatore e innamorato di Julia.
Joseph e Masterman sono molto diversi l'uno dall'altro e non si vedono da 40 anni, pur abitando praticamente in case adiacenti. Joseph è uno studioso, filosofo, erudito umanista e tuttologo, con il vizio di bombardare i malcapitati ascoltatori di turno con continue citazioni enciclopediche, gettando gli sfortunati ascoltatori nello sconforto totale. Masterman è un taccagno con il chiodo fisso di far fuori i partecipanti della tontina, e in particolar modo il fratello Joseph per intascare l'ingente somma.
Un telegramma a Masterman accende la miccia tra i due: il terzo incomodo è morto e adesso sono solo in due. Joseph va per un periodo in vacanza in un albergo nella provincia di Londra, ed è li che riceve un telegramma dal fratello Masterman, che lo invita a casa sua, con l'intenzione di ucciderlo.
Partito in treno alla volta di Londra con i due nipoti, prende posto in una carrozza dove a loro insaputa siede anche il ricercato strangolatore di Portsmouth. Un grave incidente ferroviario mette fine al viaggio.
Il corpo dello strangolatore di Portsmouth straziato dalle lamiere viene scambiato dai nipoti per Joseph, che invece, sano e salvo, si allontana dal luogo dell'incidente chiedendo un passaggio per Londra. Joseph comincia a vagare per le vie della città. I nipoti, scampati al disastro, spediscono in un barile il corpo del presunto Joseph alla propria casa a Londra, per non farlo conteggiare fra i morti del disastro, cosa essenziale per intascare la tontina, e subito dopo contattano due malviventi per prelevare il cadavere del presunto Joseph e buttarlo nel fiume; vanno anche da un medico compiacente, ubriacone e azzeccagarbugli, il dottor Pratt, per avere un certificato di morte con la data in bianco; il medico accetta e firma un documento, asciugandolo con uno dei tanti micetti che girovagano per il tavolo.
A complicare le cose ci sono le spedizioni verso casa Finsbury di una cassa contenente una statua che arriva contemporaneamente al barile, e di un pianoforte venduto e in partenza da casa Finsbury.
Masterman viene svegliato di soprassalto dal campanello di casa, cade dalle scale e resta svenuto; i due malviventi credendo di portare via il cadavere di Joseph, in realtà portano via Masterman e lo buttano nel fiume.
Dati per morti i due fratelli Finsbury, il notaio comincia la sua opera, leggendo il testamento dei fratelli Finsbury e venendo ingannato dai due nipoti con il certificato postdatato, che si intascano il malloppo, di ben 100 000 sterline d'oro. Con un'altra serie di scambi di posto tra barili, casse da morto e non e pianoforti, dei finti e veri cadaveri, si arriva alla mattina successiva in cui Joseph, vagante per Londra, incontra una sua vecchia conoscenza femminile appena rimasta vedova e si offre di accompagnarla al cimitero per la sepoltura, cominciando subito a tempestarla di citazioni enciclopedico-mortuarie.
Masterman viene riportato a casa in una cassa funeraria dall'esercito della salvezza che lo aveva ripescato dal fiume, non accorgendosi che era ancora vivo.
Il notaio vuole indietro la somma, comincia così una corsa pazza con tre carri funebri, carretti vari, il notaio e la polizia al seguito che si conclude al cimitero, davanti alla fossa dell'unico morto che con la faccenda non c'entra nulla. 
La notizia che la polizia aveva messo a disposizione 1000 sterline d'oro, come ricompensa per chi avesse consegnato vivo o morto lo strangolatore di Portsmouth, scatena al cimitero una rissa per la paternità del fatto.

## Riconoscimenti
- BAFTA Film Award per Julie Harris (costumi)